# یواس‌اس کارباست (۱۸۶۴)
یواس‌اس کارباست (۱۸۶۴) (به انگلیسی: USS Carrabasset (1864)) یک کشتی بود که طول آن ۱۵۵ فوت (۴۷ متر) بود.